# Royal Tunbridge Wells
Royal Tunbridge Wells (en general llamada Tunbridge Wells) es una ciudad del distrito de Tunbridge Wells, en el condado de Kent, Inglaterra. Se encuentra a unas 30 millas (48 km) al sureste de Londres, la capital de Reino Unido. Según el censo de 2011, Royal Tunbridge Wells tenía 57.772 habitantes, y el municipio de Tunbridge Wells tenía 115.049 habitantes.
La ciudad creció con la creación de un balneario después de que en 1606 se descubriera un manantial medicinal (que contenía aguas templadas de chalybeate). El establecimiento obtuvo una gran popularidad debido a su ubicación, situado entre varias colinas del distrito arbolado conocido como The Weald.
Los manantiales, también conocidos como "pozos", se encuentran en un extremo del paseo columnado conocido como The Pantiles, que fue pavimentado por primera vez en 1700. El balneario se mantuvo activo hasta el periodo de la Regencia, cuando se vio desplazado por el balneario de Brighton. Tunbridge Wells fue uno de los principales centros turísticos de la moderna sociedad de Londres. Alcanzó su punto álgido con Richard "Beau" Nash y fue frecuentado por Colley Cibber, Samuel Johnson, David Garrick y Sir Joshua Reynolds, entre otros. 
Tunbridge Wells fue nombrada ciudad en 1889 y se le agregó "Royal" ("Real") a su nombre en 1909, porque su balneario era popular entre la familia real británica. Durante y después de la Segunda Guerra Mundial, creció en importancia como centro comercial y administrativo.